# Odontodes aleucella
Odontodes aleucella là một loài bướm đêm trong họ Noctuidae.